# Sections de sécurité et d'intervention
Les sections de sécurité et d'intervention sont des unités spécialisées appartenant à la gendarmerie nationale algérienne.

## Historique
Les SSI ont vu le jour en décembre 2005, ils ont été créés par le commandement de la gendarmerie nationale algérienne. 
Les SSI ont été créées pour venir en appui au DSI et aux groupements d'intervention (GI) qui faisait auparavant ce travail, ils sont donc voués la lutte contre le terrorisme et au grand banditisme.
Ces unités ont été spécialement formées pour libérer les otages, interpeller des individus dangereux, pour démanteler des gangs, pour pénétrer et sécuriser les zones sensibles et à faire des actions coup de poing.
Les premières SSI ont notamment été positionnées à Blida, Souk-Ahras et Boumerdès avant de s'étendre sur l'ensemble du territoire.
Aujourd'hui[évasif], on compte environ 120 SSI réparties sur 47 wilayas soient 4 200 hommes.
À terme, les SSI devraient être présents sur les 48 wilayas du pays et devraient être au nombre de 161.

## Missions
Les SSI ont pour mission, :
- Exécuter des patrouilles de surveillance dans les zones d’insécurité et de prédilection de la violence et du banditisme ;
- L’interpellation et l’identification d'individus dangereux ou recherchés (au domicile comme sur la voie publique) ;
- Le contrôle et la fouille de véhicules suspects ;
- Le contrôle des lieux pouvant receler des activités illicites tel que les trafics illicites , etc. et pouvant servir de refuge pour les malfaiteurs ;
- L'appui opérationnel au détachement spécial d'intervention (DSI) en cas de prise d'otage , etc. ;
- Au contre-terrorisme et à la libération d'otages ;
- L'intervention de première urgence (les SSI sont les premiers à intervenir en cas d'incident grave avant que les unités spécialisées arrivent sur place) ;
- Le démantèlement de gangs et de trafics illicites.

## Entraînement et formation
Les SSI font partie des unités d'élite des forces de sécurité algériennes, de plus ces derniers sont directement formés au DSI qui n'est d'autre que l'équivalent du GIGN en Algérie.
Pour rentrer dans les SSI, il faut être un gendarme confirmé avec quelques années de service à son actif pour pouvoir accéder à la sélection qui se déroule au DSI pendant 1 semaine.
Pendant la semaine de formation, les gendarmes seront évalués sur les plans physique, mental et technique. Ils auront 60h d'épreuves de jour comme de nuit comme l'escalade d’une façade glissante et haute d'environ 40 m, ils devront mettre en œuvre leurs techniques de combat apprises au sein de leurs écoles, au tir, au maniement d’armes, au parcours du risque etc.
Ceux qui réussissent cette semaine de sélection continueront pendant 5 semaines toujours au DSI où ils seront formés à l'escalade, aux techniques de combat (ju-jitsu, kuk-sool-won , etc.), au tir, au maniement d’armes, au tir de confiance à balles réelles, aux techniques d’approche, à l’affrontement physique et armé, au pilotage spécial de véhicules, aux contrôles et identifications des individus et des véhicules suspects, aux techniques de libération d'otages, au combat urbain, forestier, aux techniques d'assaut en milieu clos, ouvert etc.
Si le gendarme réussit toutes ces épreuves lors d'un rallye final, il se verra remettre le pins des SSI ainsi que son diplôme et sera incorporé dans une des 120 SSI.
Cependant, une fois arrivé dans sa section, il sera formé à nouveau au sein de sa section sur certaines spécialités que peut avoir sa section avant d'être pleinement opérationnel.

## Organisation
Les SSI sont positionnés 99 % du territoire algérien soit sur 47 des 48 wilayas, chaque section possède 35 hommes ce qui fait un total de 4 200 hommes.
Chaque groupement de wilaya de la gendarmerie comprend généralement un SSI, commandé par un officier.
La wilaya d'Alger possède le plus grand nombre de SSI avec 6 sections pour toute la wilaya, seule la wilaya de Tindouf ne possède pas pour le moment de SSI qui à moyen terme devrait avoir son unité de SSI.
De plus, certains membres sont formés au parachutisme à l'école supérieure des troupes spéciales (ESTS) de Biskra ou encore aux techniques commandos à l'école de formation commando et d'initiation au parachutisme (EFCIP) de Boghar.
Les SSI possèdent aussi des unités cynophiles, et possèdent également quelques artificiers et démineurs (environ 1 à 2 par section) et aussi des tireurs de précision.

## Armement et équipements

### Armement
Comme les gendarmes, des SSI font partie des unités spéciales de la gendarmerie algérienne, ces derniers ont un armement différent de leurs collègues de la gendarmerie mobile ou autre.

#### Arme de poing
- Caracal 9 x 19 mm
- Glock 17&18
- Beretta 92

#### Fusil d'assaut
- AKM
- AKMS

#### Fusil à pompe
- RS 202P

#### Fusil de précision
- Zatsava M93 Black Arrow
- SVD

#### Fusil mitrailleur
- RPD
- RPK
- PKM

### Équipement individuel
- Combinaison tactique verte
- Casque Spectra
- Gilet pare-balles
- Gilet tactique
- Ceinturon tactique
- Holster de cuisse ou de hanche
- Cagoule
- Bottes
- Menottes
- Couteau tactique
- Gants de protection
- Lunettes ou masque de protection

### Véhicules
- 4X4 Toyota land cruiser de la gendarmerie
- 4X4 Mercedes-Benz classe G de la gendarmerie
- 4X4 Nissan patrol de la gendarmerie
- 4x4 Hyundai Santa Fe
- Véhicules banalisés